# 満願寺 (世田谷区)
満願寺（まんがんじ）は、東京都世田谷区等々力にある真言宗智山派の仏教寺院。

## 歴史
伝承によれば平安時代末期の創建とされる。文明2年（1470年）、吉良氏の祈願寺として世田谷城の出城、兎々呂城（とどろき）に再興され、中興開山は定栄和尚と伝わる。総本山での機能を有した常法談林所である。
天文年間に深沢の兎々呂城（現在の都立園芸高校）から現在地に移転された。
江戸時代になると御朱印寺寺領13石を与えられた。このときそれまでの山号「医王山」を現在の致航山と改め、本尊を薬師如来から金剛界大日如来とした。
日本三体地蔵といわれた満願寺の一言地蔵尊は、講堂に安置され一言祈願すると願いが叶うという。
指定文化財の絵巻も所蔵され、書の曼荼羅世界を展示している。 
瑠璃光院があり四季の花々を楽しめる。

## 伽藍
松林の山門を入れば本堂を正面に右手に庫裡、左手に講堂がある。本堂右奥の池には1990年（平成2年）落成の大塔が建つ。

## 文化財
- 細井広沢の墓（国の史跡）

山門の額は細井広沢、本堂の額は広沢の子九皐の筆である。細井広沢は元禄年中その学識をもって柳沢吉保に重用され、晩年は、玉川を愛し蕉林庵玉川と号した。当代の代表的筆家として知られている。

## 等々力不動尊

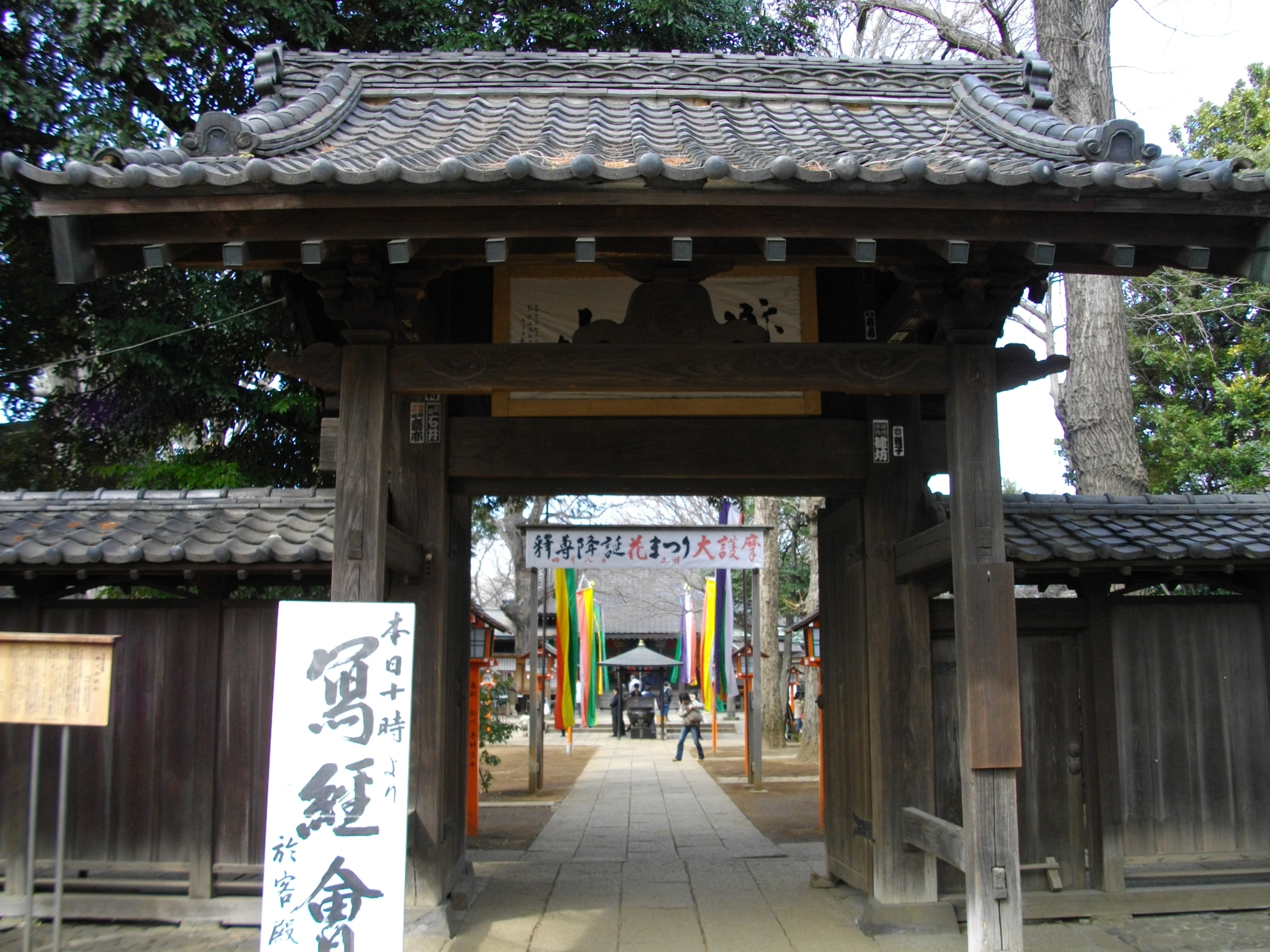
等々力不動尊の山門

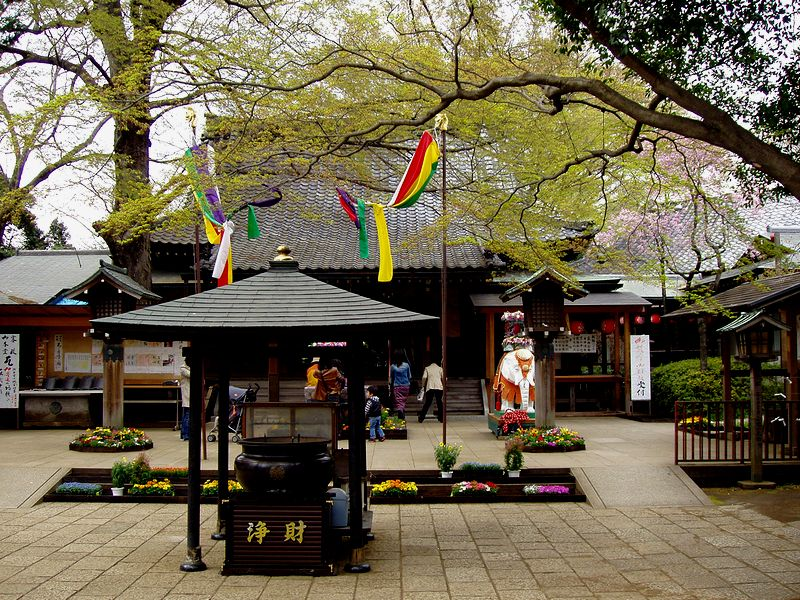
等々力不動尊の拝殿（2008年4月2日撮影）

別院に関東三十六不動霊場の第17番である等々力不動尊（北緯35度36分13.2秒 東経139度38分48.7秒 / 北緯35.603667度 東経139.646861度）がある。正式名称は瀧轟山(りゅうごうさん)明王院。

### 歴史
本尊は不動明王。寺に残る言い伝えによれば不動像は1300年前の作で、そして800年前に興教大師が夢を見て、武蔵国に不動明王像を安置する場所を探し続け、当時の豊富な水量を流す当地の滝を見て、霊地と悟り、この地に不動堂を創建したのが始まりであると言われている。
本堂は江戸時代末期の建築で、拝殿は1952年に山門は1968年に満願寺より移築したものである。
当不動尊には隣接して等々力渓谷があり、23区内では貴重な自然湧水による滝や豊かな動植物が見られるスポットになっている。また、茶屋や休憩処もある。

## 交通アクセス

### 満願寺
- 〒158-0082 東京都世田谷区等々力3-15-1
- 東急大井町線・等々力駅より 徒歩4分(駅北側)

### 等々力不動尊
- 〒158-0082 世田谷区等々力1-22-47
- 東急大井町線・等々力駅より 徒歩約7分(駅南側)

## 周辺情報
- 等々力渓谷
- 玉川神社